# Comuna Troianî, Dobrovelîcikivka
Troianî (în ucraineană Трояни) este o comună în raionul Dobrovelîcikivka, regiunea Kirovohrad, Ucraina, formată din satele Novodobreanka, Novoodesa și Troianî (reședința).

## Demografie
Componența lingvistică a comunei Troianî
     Ucraineană (95,92%)
     Rusă (3,22%)
     Alte limbi (0,64%)
Conform recensământului din 2001, majoritatea populației comunei Troianî era vorbitoare de ucraineană (95,92%), existând în minoritate și vorbitori de rusă (3,22%).